# Мейер, Иоганн-Георг
Иоганн Георг Мейер, по прозванию Бременский (нем. Johann Georg Meyer von Bremen; 28.10.1813, Бремен — 04.12.1886, Берлин) — немецкий художник, известный картинами на библейские сюжеты и жанровыми работами.

## Биография
Иоганн Георг Мейер родился в Бремене 28 октября 1813 года. Со студенческих лет занимался написанием картин на библейские сюжеты, однако после путешествия в баварские и швейцарские горные районы вдохновился тематикой крестьянской жизни и обратился к жанровой живописи.
В 1852 году Мейер перебрался в Берлин; к этому периоду относятся картины художника со сценами из жизни детей.
В 1863 году Иоганн Георг Мейер фон Бремен становится профессором. В 1886 году художника не стало. Похоронен в Берлине.